# Lars Wiik
Lars Yngve Wiik, ursprungligen Wik, född 17 maj 1946 i Vasa församling, Göteborg, är en svensk skådespelare.

## Biografi
Efter utbildning på Scenskolan var Wiik med om att starta Flexteatern, en grupp inom Riksteatern. Han har därefter varit engagerad bland annat vid Stockholms stadsteater. Från 1992 var han engagerad vid Helsingborgs stadsteaters fasta ensemble.

## Filmografi
- 1970 – En kärlekshistoria
- 1975 – Monismanien 1995
- 1976 – Scapins rackartyg
- 1981 – Fem dagar i december (TV-serie)
- 1986 – Bröderna Mozart
- 1988 – Livsfarlig film
- 1989 – Tre kärlekar (TV-serie)
- 1990 – Skyddsängeln
- 1994 – Good Night Irene
- 1995 – Hundarna i Riga
- 2000 – Happy Hour

## Teater

### Roller (ej komplett)
| År   | Roll                  | Produktion | Regi              | Teater                                        |
| ---- | --------------------- | --- | ----------------- | --------------------------------------------- |
| 1972 |                       | Små, små ord till tröst                                                                                                  | Per Siwe          | Flexteatern                                   |
| 1973 |                       | Borgmästaren (Der Burgmeister) Gert Hofmann                                                                              | Sandor Györbiro   | Flexteatern                                   |
| 1974 |                       | Så tuktas en argbigga (The Taming of the Shrew) William Shakespeare                                                      | Lennart Kollberg  | Riksteatern                                   |
| 1974 |                       | Mina sånger de ska leva Mikis Theodorakis                                                                                | Pi Lind           | Nya Komediteatern/ Riksteatern                |
| 1980 | Chauffören m. fl.     | Fabriksflickorna, makten och härligheten Margareta Garpe och Suzanne Osten                                               | Suzanne Osten     | Stockholms stadsteater                        |
| 1992 | Åklagare Danfort      | Häxjakten (The Crucible) Arthur Miller                                                                                   | Håkan Lindhé      | Helsingborgs stadsteater                      |
| 1993 | Antonio               | Köpmannen i Venedig (The Merchant of Venice) William Shakespeare                                                         | Göran Stangertz   | Helsingborgs stadsteater                      |
| 1993 | Pozzo                 | I väntan på Godot (En attendant Godot) Samuel Beckett                                                                    | Hans Polster      | Helsingborgs stadsteater                      |
| 1993 | Mågen                 | Pelikanen August Strindberg                                                                                              | Kerstin Birde     | Helsingborgs stadsteater                      |
| 1993 |                       | Aniara Harry Martinson                                                                                                   | Lars Wiik         | Helsingborgs stadsteater                      |
| 1994 | Sidney                | Aldrig i livet (Dummy Run) Dave Freeman                                                                                  | Arne Strömgren    | Helsingborgs stadsteater                      |
| 1995 | Henri                 | Som man bäddar (Pyjama Pour Six) Marc Camoletti                                                                          | Jan Nielsen       | Helsingborgs stadsteater                      |
| 1995 | Isodoro               | Gruffet i Chiozza (Le baruffe chiozzotte) Carlo Goldoni                                                                  | Jörgen Düberg     | Helsingborgs stadsteater                      |
| 1995 | Piloten               | Lille prinsen (Le Petit Prince) Antoine de Saint-Exupéry                                                                 | Lars Svenson      | Helsingborgs stadsteater                      |
| 1996 | Husberg               | Galoschkungen Sigvard Olsson                                                                                             | Göran Stangertz   | Helsingborgs stadsteater                      |
| 1997 | Broder Lorenzo        | Romeo och Julia (The Tragedy of Romeo and Juliet) William Shakespeare                                                    | Thomas Müller     | Helsingborgs stadsteater                      |
| 1998 | Otto                  | Lustgården (Liebhaverne) Nikoline Werdelin(da)                                                                           | Kim Bjarke        | Helsingborgs stadsteater                      |
| 1998 | Ingvar Dahl           | Herrar Janne Ericson | Jan Modin         | Helsingborgs stadsteater                      |
| 1999 | Direktör m fl         | Rika barn leka bäst Carin Mannheimer                                                                                     | Birgitta Palme    | Helsingborgs stadsteater                      |
| 1999 | Maurice Koch          | Västra kajen (Quai Ouest) Bernard-Marie Koltès                                                                           | Thomas Müller     | Helsingborgs stadsteater                      |
| 2000 | Lennox                | Macbeth William Shakespeare                                                                                              | Ulla Gottlieb(da) | Helsingborgs stadsteater                      |
| 2000 | Hasse                 | Den samvetslöse mördaren Hasse Karlsson... Henning Mankell                                                               | Jan Nielsen       | Helsingborgs stadsteater                      |
| 2000 | August Strindberg     | Djävla karl Agneta Elers-Jarleman                                                                                        | Lars Wiik         | Helsingborgs stadsteater                      |
| 2001 | Harding               | Gökboet (One Flew Over the Cuckoo's Nest) Dale Wasserman                                                                 | Göran Stangertz   | Helsingborgs stadsteater                      |
| 2001 |                       | Tusen och en natt (Arabian Nights) Dominic Cooke(en)                                                                     | Fadil Jaf         | Helsingborgs stadsteater                      |
| 2002 | Ebeneezer Scrooge     | En julsaga (A Christmas Carol in Prose) Charles Dickens                                                                  | Fransesca Quartey | Helsingborgs stadsteater                      |
| 2003 | Charley               | En handelsresandes död (Death of a Salesman) Arthur Miller                                                               | Göran Stangertz   | Helsingborgs stadsteater                      |
| 2003 |                       | Bröderna Lejonhjärta Astrid Lindgren                                                                                     | Fransesca Quartey | Helsingborgs stadsteater                      |
| 2004 | Pappa                 | Askungen, en saga för vår tid Gunilla Boëthius                                                                           | Anette Norberg    | Helsingborgs stadsteater                      |
| 2005 | Mormor                | Jordpojken Gunilla Boëthius                                                                                              | Fransesca Quartey | Helsingborgs stadsteater                      |
| 2006 | Candy                 | Möss och människor (Of Mice and Men) John Steinbeck                                                                      | Michael Cocke     | Helsingborgs stadsteater                      |
| 2007 | Andreas Blek af Nosen | Trettondagsafton (Twelfth Night, or What You Will) William Shakespeare                                                   | Michael Cocke     | Helsingborgs stadsteater                      |
| 2007 | Diederik              | Tre farbröder som inte vill dö (Van drie oude mannetjes die niet dood wilden) Susanne van Lohuizen och Guus Ponsioen(de) | Göran Stangertz   | Helsingborgs stadsteater                      |
| 2008 | Pastorn               | Fadren August Strindberg                                                                                                 | Jan Nielsen       | Helsingborgs stadsteater                      |
| 2008 | Lalchand              | Fyrverkerimakarens dotter (The Firework-Maker's Daughter) Philip Pullman                                                 | Anette Norberg    | Helsingborgs stadsteater                      |
| 2009 | Lockitt               | Tiggarens opera (The Beggar's Opera) John Gay                                                                            | Johan Wahlström   | Helsingborgs stadsteater                      |
| 2009 |                       | Snövit och sju miffon Gunilla Boëthius                                                                                   | Dan Kandell       | Helsingborgs stadsteater                      |
| 2010 | Beckman               | Hantverkarna (Håndværkerne) Line Knutzon                                                                                 | Lasse Beischer    | Helsingborgs stadsteater                      |
| 2010 | Den vita kaninen      | Alice i äventyrslandet - en äventyrlig vandringsföreställning Lewis Carrol                                               | Hilde Brinchmann  | Helsingborgs stadsteater                      |
| 2011 | Olof Palme            | Politik Henning Mankell                                                                                                  | Vibeke Bjelke     | Helsingborgs stadsteater                      |
| 2017 |                       | Pelle Erövraren – Den stora kampen Erik Norberg och Alexander Öberg                                                      | Alexander Öberg   | Helsingborgs stadsteater på Helsingborg Arena |

### Regi
| År   | Produktion  | Upphovsmän                              | Teater                   |
| ---- | ----------- | --------------------------------------- | ------------------------ |
| 1993 | Aniara      | Harry Martinson Bearbetning Helge Skoog | Helsingborgs stadsteater |
| 2000 | Djävla karl | Agneta Elers-Jarleman                   | Helsingborgs stadsteater |